# Ōi (Kanagawa)
Ōi (大井町, Ōi-machi) és una vila i municipi pertanyent al districte d'Ashigara-Kami de la prefectura de Kanagawa, a la regió de Kanto, Japó. Ōi és un municipi eminentment agràri, tot i que amb una lleugera funció de ciutat dormitori per als treballadors d'Odawara, Yokohama i fins i tot Tòquio.

## Geografia
La vila d'Ôi es troba localitzada a la part sud-occidental de la prefectura de Kanagawa, a la sub-regió occidental de la mateixa prefectura i als peus de les muntanyes Tanzawa. El riu Sakawa passa per la part occidental de la vila. El terme municipal d'Ôi limita amb els de Hadano al nord; amb Nakai a l'est; amb Odawara al sud i amb Matsuda i Kaisei a l'oest.

## Història
Durant el període Edo, la zona on actualment es troba el municipi d'Ôi fou part del feu d'Odawara, a l'antiga província de Sagami. Després de la restauració Meiji, la zona passà a formar part de l'actual prefectura de Kanagawa, sempre dins del districte d'Ashigara-Kami, al qual ja pertanyia abans. L'1 d'abril de 1889 es fundaren, d'acord amb la nova llei de municipis, els pobles de Kaminaka, Soga, Yamada i Kaneda. El 3 de novembre de 1943, els pobles de Yamada i Kaminaka es va fussionar creant el nou poble d'Aiwa. El poble d'Aiwa va acabar per fussionar-se amb els pobles de Kaneda i Soga per tal de formar l'actual vila d'Ôi l'1 d'abril de 1956.

## Demografia
| 1920   | 1930   | 1940   | 1950   | 1960  | 1970  | 1980   |
| ------ | ------ | ------ | ------ | ----- | ----- | ------ |
| n/a    | n/a    | n/a    | n/a    | 6.459 | 8.876 | 12.832 |
| 1990   | 2000   | 2010   | 2020   | 2030  | 2040  | 2050   |
| 14.895 | 16.582 | 17.976 | 17.062 | -     | -     | -      |

## Transport

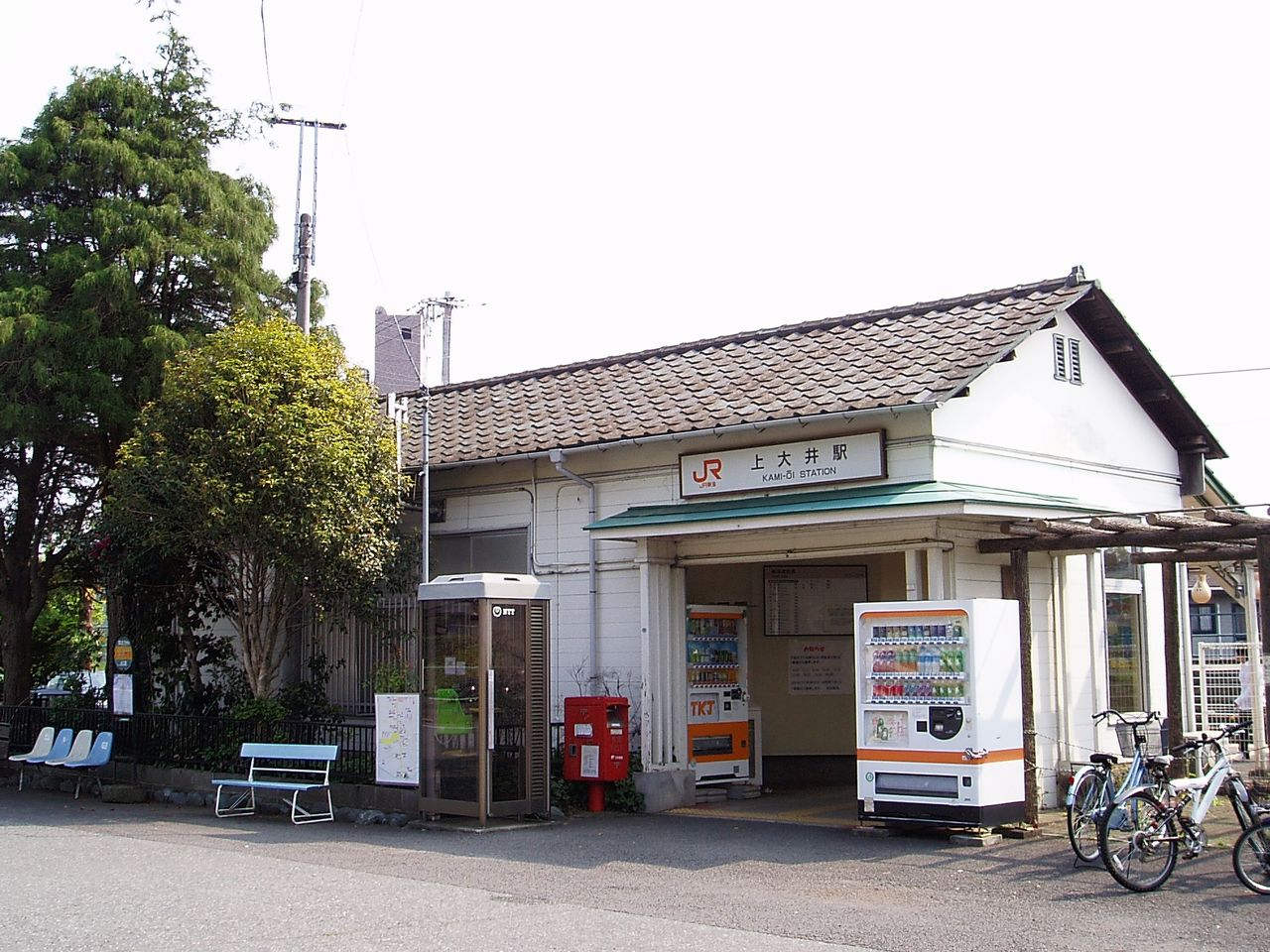
Estació de Kami-Ôi

### Ferrocarril
- Companyia de Ferrocarrils del Japó Central (JR Central)
  - Kami-Ōi - Sagami-Kaneko

### Carretera
- Autopista de Tòquio-Nagoya (Tōmei)
- Nacional 255
- Xarxa de carreteres prefecturals de Kanagawa.